# Wahlkreis Zwickau II
Der Wahlkreis Zwickau II war ein Landtagswahlkreis zur Landtagswahl in Sachsen 1990, der ersten Landtagswahl nach der Wiedergründung des Landes Sachsen. Er hatte die Wahlkreisnummer 75. Für die Landtagswahlen 1994 wurde auch infolge der Kreisreform die Wahlkreisstruktur verändert, zudem wurde die Zahl der Wahlkreise von 80 auf 60 verringert. Das Gebiet des Wahlkreises Zwickau II wurde Teil des Wahlkreises Zwickau.
Das Wahlkreisgebiet umfasste den östlichen Teil der Stadt mit den Stimmbezirken 155 bis 275.

## Ergebnisse
Die Landtagswahl 1990 fand am 14. Oktober 1990 statt und hatte folgendes Ergebnis für den Wahlkreis Zwickau II:
| Direktkandidat  | Partei (Kürzel) | Erststimmen (%) | Zweitstimmen (%) |
| --------------- | --------------- | --------------- | ---------------- |
|                 | DA              | –               | 00,4             |
| Johannes Kühnel | CDU             | 54,6            | 55,7             |
|                 | Chr. L          | –               | 00,3             |
|                 | DBU             | –               | 00,3             |
|                 | DSU             | 03,0            | 02,2             |
|                 | F.D.P.          | 07,0            | 05,7             |
|                 | LL-PDS          | 10,3            | 09,8             |
|                 | NPD             | –               | 00,7             |
|                 | FORUM           | 06,3            | 05,1             |
|                 | RAP             | –               | 00,1             |
|                 | SHB             | –               | 00,1             |
|                 | SPD             | 18,6            | 19,6             |

Es waren 47.842 Personen wahlberechtigt. Die Wahlbeteiligung lag bei 73,2 %. Von den abgegebenen Stimmen waren 2,0 % ungültig. Als Direktkandidat wurde Johannes Kühnel (CDU) mit 54,6 % aller gültigen Stimmen gewählt.